# Linak
Linak er en dansk industrivirksomhed i Guderup på Als, som producerer elektriske lineære aktuatorer og løftesøjler med tilbehør.
I 1982 flyttede virksomheden til den nuværende placering i Guderup, hvor den breder sig over 38.000 m². Foruden salgskontorer i 35 lande har den fabrikker i USA, Kina, Thailand og Slovakiet. Antallet af medarbejdere var 2018 omkring 2.200, hvoraf ca. halvdelen er ansat i Guderup. Virksomheden er stadig i familien Jensens kontrol. Gennem årene er hovedkontoret blevet domicil for både produktion og koncernledelsen. 90% af produktionen går til eksport, og gennem årene har virksomhedens organiske vækst gjort det nødvendigt at udvide både området og faciliteterne flere gange.

## Produkter
En aktuator bruges til at løfte eller flytte genstande ved tryk på en knap. Den består af en motor, et gear og en spindel med møtrik, hvortil kommer kontrolboks og styreenhed. Linak fremstiller aktuatorer med en løftekapacitet på 200-15.000 N. En løftesøjle er en aktuator, der er integreret i en stabil holder. De bruges bl.a. i højdejusterbare arbejdsborde, elevationssenge, displaystande, behandlingsstole samt til automatiseringsløsninger i industri, landbrug og i hospitals- og plejesektoren.

## Historie
- 1907 blev familievirksomheden "Christian Jensen Maskinbygger" grundlagt i Nordborg
- 1976 blev virksomheden overtaget af grundlæggerens barnebarn, maskiningeniør Bent Jensen, som ændrede virksomhedens produktion, der dengang bestod af remskiver, kornkværne og esser til smedjer. Det første nye produkt under Bent Jensens ledelse var en lineær aktuator til brug i en kørestol. Siden har denne produktlinje dannet rammen for virksomhedens store vækst.
- 1984 skiftede virksomheden navn til LINAK. Virksomheden er stadig i familien Jensens kontrol
- 1985 åbnes det første udenlandske kontor i Stockholm
- 1988 får LINAK sin første elektronikafdeling, med fokus på udvikling af kontrolbokse til aktuatorløsninger til hospitalssenge.
- 1990 lancerer LINAK et komplet aktuatorsystem til hospitaler og plejesektoren, der sætter en ny standard for hospitalssenge. Storbritannien, Danmark og Tyskland får selvstændige salgskontorer
- 1993 lanceres den første kontrolboks med software
- 1994 åbnes et datterselskab i Louisville, Kentucky
- 1995 lanceres et aktuatorsystem specielt designet til patientløftere. Der etableres datterselskaber i Holland og i Frankrig
- 1996 åbnes kontor samt lagerfaciliteter nær Helsinki. Finland bliver døren til det nordøstlige Europa. LA31 lineær aktuator med kontrolboks CB9 lanceres og sætter en ny standard for støjsvage aktuatorer
- 1997 lanceres aktuatormodellen LA34, som sætter en ny standard for holdbarhed og støjniveau og introducerer samtidig flere nye sikkerhedsfunktioner. I februar og september åbnes der kontorer i Malaysia og Norge
- 1998 lanceres bordsøjlen DL1, det første komplette aktuatorsystem til skriveborde
- 1999 åbner LINAK de første produktionsfaciliteter uden for Danmark, fabrikkerne i Louisville, Kentucky og LINAK Italien få kilometer syd for Milano.
- 2000 tildeles LINAK Kong Frederik IX's hæderspris for fortjenstfuldt eksportarbejde. LINAK kåres også til årets arbejdsplads af SID. Der oprettes datterselskaber i Barcelona, Krakow og i Auckland
- 2001 får prisen “Gazellevirksomhed 2001” af Børsen. Nye produkter såsom den indbyggede DB1 aktuator til skriveborde og fodbetjening model FS2 til plejeapplikationer lanceres
- 2002 åbnes et kontor i Zürich.
- 2003 åbner LINAK eget datterselskab i Japan. Der lanceres en dobbelt-aktuator, der giver en mere glidende og behagelig indstilling af elevationssenge
- 2004 udvides fabrikken i Louisville med yderligere 7.000 m². Der etableres salgskontorer i Kina og Tjekkiet
- 2005 åbnes et kontor i São Paolo.
- 2006 forlader de første aktuatorer LINAKs nye fabrik i Shenzhen i Kina. Der åbnes et kontor i Tyrkiet
- 2008 åbner LINAK sin fjerde fabrik i Prešov i Slovakiet
- 2011 åbnes et kontor i Rusland
- 2012 lanceres en aktuatorløsning til solpaneler. Der åbnes et LINAK datterselskab i Seoul i Sydkorea
- 2013 åbnes et kontor i Brunn am Gebirge i Østrig
- 2014 installeres 2.800 nye solpaneler ved LINAKs hovedkontor i Guderup. Dronning Margrethe tildeler LINAKs grundlægger Bent Jensen ridderkorset.
- 2015 bydes medarbejder nummer 2.000 velkommen
- 2016 har LINAK en omsætning på 3 milliarder kroner
- 2017 indvies en ny rund bygning på 14.700 kvadratmeter
- 2018 vinder LINAK "DIRA Automatiseringsprisen". (DIRA står for "Danish Industrial Robot Association", som er et netværk for danske virksomheder og videns-institutioner, der er interesserede i robotteknologi og automatisering). Samme år etableres LINAK Profiles i Ragebøl.
- 2021 åbner fabrik og distributionscenter i Thailand, der skal producere produkter til Asien.[1]